# دانشگاه روما تری
دانشگاه روما تری (ایتالیایی: Università degli Studi Roma Tre) دانشگاه دولتی مستقردر شهر رم، ایتالیا است، که در سال ۱۹۹۲ تأسیس شد.